# L'Île de l'épouvante (film, 1941)
Pour les articles homonymes, voir L'Île de l'épouvante (homonymie).
Pour plus de détails, voir Fiche technique et Distribution.
L'Île de l'épouvante (titre original : Horror Island) est un  film américain en noir et blanc réalisé par George Waggner, sorti en 1941.

## Synopsis
Bill Martin, un entrepreneur naval, rencontre un vieux marin qui est convaincu que le trésor du célèbre flibustier Henry Morgan est caché dans un château sur l'île dont Bill Martin vient d'hériter. La preuve en serait une carte au trésor dont la moitié a été volée par un mystérieux fantôme. Bill essaye de recruter des clients pour une chasse au trésor sur l'île « hantée ».

## Fiche technique
- Titre : L'Île de l'épouvante
- Titre original : Horror Island
- Réalisation : George Waggner
- Scénario : Maurice Tombragel, Victor McLeod, d'après Terror of the South Seas d'Alex Gottlieb
- Producteurs : Jack Bernhard, Ben Pivar
- Société de production et de distribution : Universal Pictures
- Photographie : Elwood Bredell
- Montage : Otto Ludwig
- Musique : Hans J. Salter
- Costume : Vera West
- Pays d'origine : États-Unis
- Langue d'origine : anglais
- Genre : Film d'horreur, thriller
- Format : Noir et blanc — 35 mm — 1,37:1 — Son : Mono (Western Electric Mirrophonic Recording)
- Durée : 60 minutes (1 h 0)
- Dates de sortie :
  - États-Unis : 28 mars 1941
  - France : 17 mai 1946

## Distribution
- Dick Foran : Bill Martin
- Leo Carrillo : Tobias Clump
- Peggy Moran : Wendy Crayton
- Fuzzy Knight : Stuff Oliver
- John Eldredge : George Martin
- Lewis Howard : Thurman Coldwater
- Hobart Cavanaugh : le professeur Jasper Quinley
- Walter Catlett : le sergent McGoon
- Ralf Harolde : Rod Grady
- Iris Adrian : Arleen Grady
- Foy Van Dolsen : Panama Pete / le fantôme
- Emmett Vogan : l'étranger
- Walter Tetley : le garçon livreur

## À noter
- Ce film de série B faisait partie d'un double programme (séance double) de films d'épouvante et servait de faire valoir au second film : L'Échappé de la chaise électrique. Le titre provisoire du programme était Terror of the South Seas[1].
- Lors de sa sortie, L'Île de l'épouvante fut jugé médiocre par les critiques, qui le recommandèrent à un public juvénile.

## Crédit d'auteurs
- (en) Cet article est partiellement ou en totalité issu de l’article de Wikipédia en anglais intitulé « Horror Island » (voir la liste des auteurs).

- Cet article est partiellement ou en totalité issu de l'article intitulé « Horror Island » (voir la liste des auteurs).